# Csehov puskája
A Csehov puskája (oroszul: Чеховское ружьё) egy narratív elv, amely kimondja, hogy a történetben minden elemnek szükségesnek kell lennie, és a nem releváns elemeket el kell távolítani. Például, ha egy író fegyvert vezet be egy történetben, annak legyen oka, például, hogy valamivel később a cselekményben el fog sülni. Végül minden elemnek be kell lépnie a történet egy bizonyos pontján. Néhány szerző, például Hemingway, nem ért egyet ezzel az elvvel.
Az elvet Anton Csehov többször is lejegyzi, némi eltéréssel; tanács volt fiatal drámaíróknak.

## Kritikái
Ernest Hemingway A novella művészete című esszéjében kigúnyolta ezt az elvet, és példát ad két szereplőre, akiket bemutatnak, majd soha többé nem említenek meg Ötven rongy című novellájában. Hemingway nagyra értékelte a lényegtelen részleteket, de elismerte, hogy az olvasók elkerülhetetlenül szimbolikát és jelentőséget keresnek bennük. Andrea Phillips író megjegyezte, hogy ha minden részlethez egyetlen szerepet rendelnek, akkor a történet kiszámíthatóvá és "színtelenné" válik.
Donald Rayfield 1999-ben megjegyezte, hogy Csehov Cseresznyéskert című darabjában Csehov saját tanácsával ellentétben két töltött lőfegyver van, de egyikkel sem lőnek. Az el nem sütött puskák a darab egyik fontos eleméhez, a hiányos vagy hiányzó cselekvéshez kapcsolódnak.

## Variációk
Ernest J. Simmons (1903–1972) azt írja, hogy Csehov többször is megismételte ugyanezt az elvet, ami a több variációra is magyarázat.
- "Soha nem szabad megtöltött puskát a színpadra tenni, ha nem fog elsülni. Rossz olyan ígéreteket tenni, amelyeket nem akarsz betartani."[10][11]
- "Távolíts el mindent, aminek nincs jelentősége a történetben. Ha az első felvonásban azt mondod, hogy egy puska lóg a falon, akkor a második vagy harmadik felvonásban feltétlenül el kell dördülnie. Ha nem akarod elsütni, akkor ne lógjon ott." - Sergius Shchukin (1911) Emlékiratok.[12][3]
- "Ha az első felvonásban a falra akasztottál egy pisztolyt, akkor a következőben el kell sütni. Különben ne tedd oda."[13]

## Példák
Számos James Bond-filmben a kém a küldetés kezdetén új szerkentyűket – például rejtett, csuklóval működtethető dart puskát – kap, és jellemzően mindegyik eszköz létfontosságú szerepet tölt be a történetben.

## Fordítás
Ez a szócikk részben vagy egészben  a   Chekhov's gun című angol Wikipédia-szócikk ezen változatának fordításán alapul.  Az eredeti cikk szerkesztőit annak laptörténete sorolja fel. Ez a jelzés csupán a megfogalmazás eredetét és a szerzői jogokat jelzi, nem szolgál a cikkben szereplő információk forrásmegjelöléseként.